# 凉拌

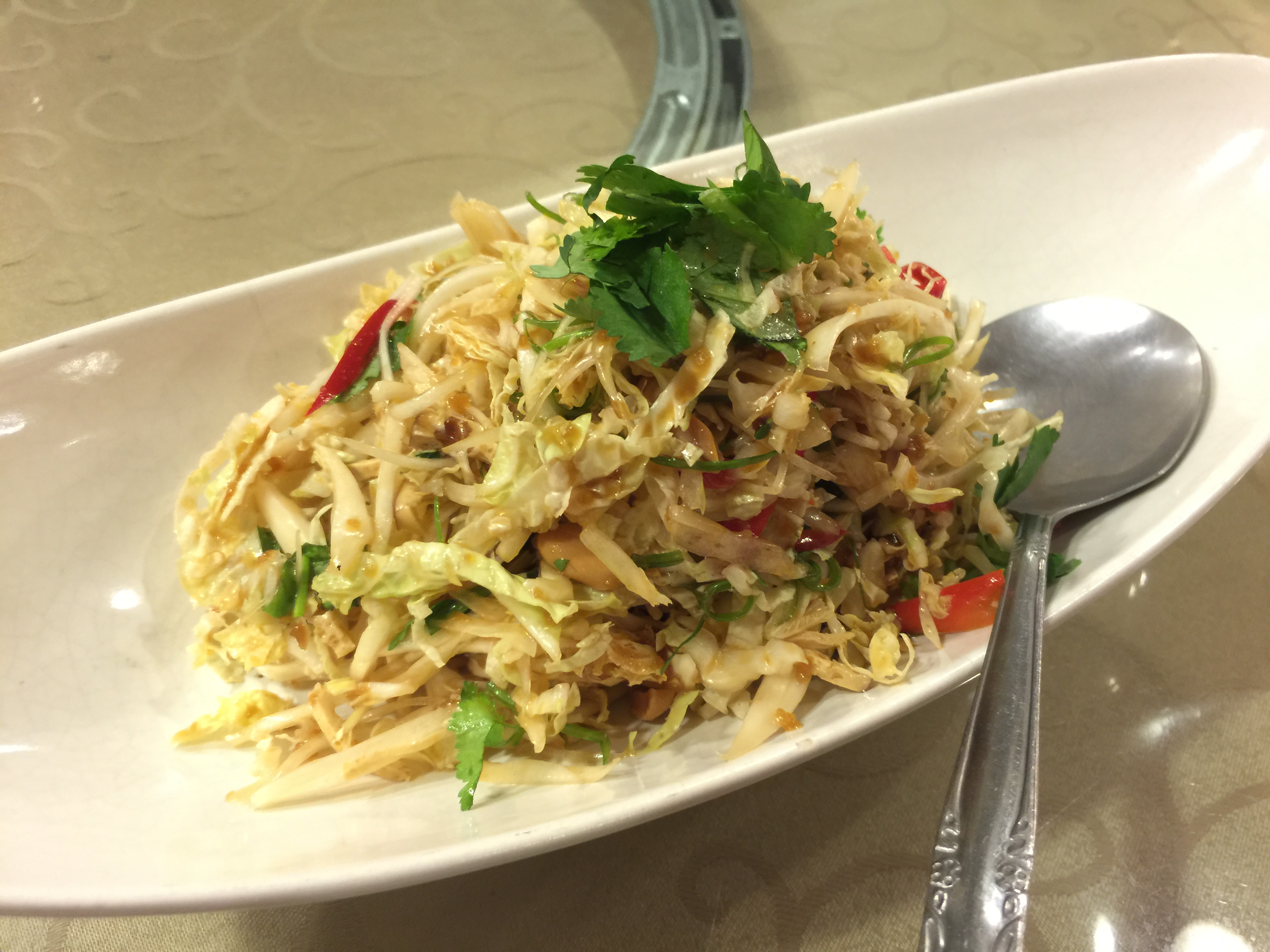
涼拌白菜心

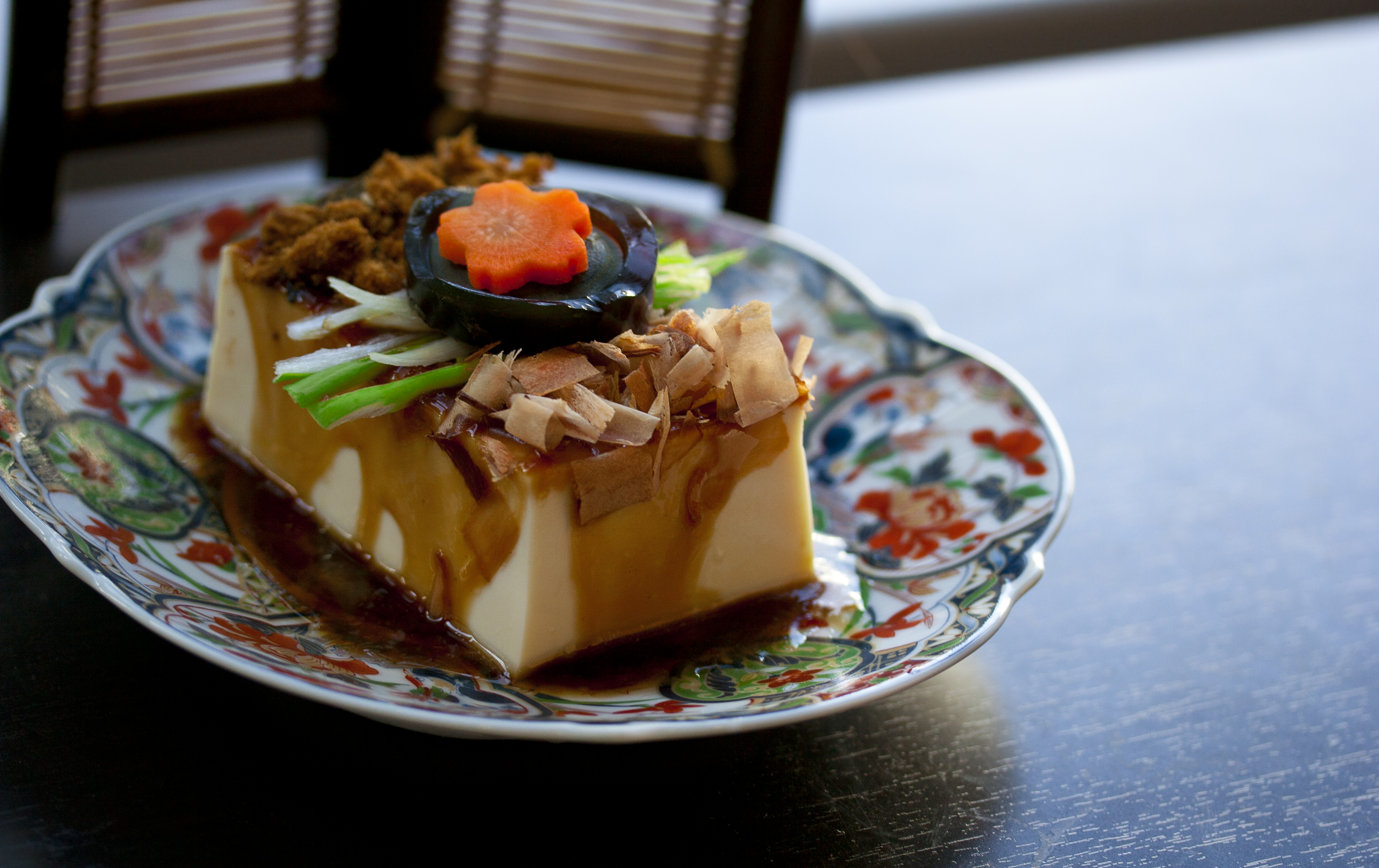
涼拌豆腐

凉拌是指将一些食材不经过加热，或在加热后使其冷却，再加入调味料搭配入味的烹调方法。

## 另見
- 凉麵
- 冷麵
- 沙拉